# Flucht vor dem Feuer
Flucht vor dem Feuer ist ein US-amerikanischer Abenteuerfilm aus dem Jahr 1952 von Edward Ludwig mit John Payne, William Demarest und Agnes Moorehead in den Hauptrollen. Der Film wurde von Paramount Pictures in den Verleih gebracht.

## Handlung
Während eines Unwetters packt Sharon Wilks ihre Sachen, um die Holzfällerranch ihrer verwitweten Tante Jessie Crain zu verlassen. Sie erklärt, dass sie den Wäldern nichts mehr abgewinnen könne und in die Stadt wolle. Jessie gesteht sich ein, dass ihre Ranch in Nevada einer jungen Frau nicht viel bieten kann. Sie schlägt Sharon vor, die Hälfte ihrer Waldbestände zu verkaufen und Sharon damit auszuzahlen. 
Jessie begegnet ihrem Ex-Freund Syd Jessup, der sich von Verletzungen erholt hat, die er sich bei Holzfällerarbeiten zuzog. Diese Verletzung und sein Alter gibt er als Grund an, Jessie nicht wie versprochen zu helfen. Jessie wendet sich daher an Kelly Hansen, für den Syd vor seinem Unfall gearbeitet hat. Für 25 % Gewinnbeteiligung erklärt er sich bereit, die Fällarbeiten zu überwachen. Da Jessie ihre Arbeiter entlohnen muss, bittet sie Syd um ein Darlehen und macht ihn damit zu ihrem Partner. Er stellt ihr einen Scheck über 3.700 Dollar aus, den er aber zurückfordert, als er erfährt, dass er erneut für Kelly arbeiten soll. Da Jessie sich weigert, den Scheck zurückzugeben, muss Syd sich mit der Situation arrangieren. Kelly seinerseits zieht den Unmut der Arbeiter auf sich mit seinen Anforderungen. Sharon bezeichnet er dazu als unwillkommene Ablenkung für die Holzfäller. Jessie fühlt sich von dem Arbeit suchenden Holzfäller Joe Morgan verstört, stellt ihn aber dennoch ein. 
Nach drei Wochen harter Arbeit verkündet Kelly, dass bis zum folgenden Samstag weitere 80.000 Meter Holz benötigt werden, um die Miete für die Maschinen bezahlen zu können. Er hegt mittlerweile Gefühle für Sharon und ist beunruhigt, als er Joe mit ihr flirten sieht. Kelly erklärt, dass Joe in Wahrheit Fred heißt und sein Bruder sei. Weitere Details verrät er nicht, rät aber seinem Bruder, sich von Sharon fernzuhalten. Um den Zahlungstermin einhalten zu können, fordert er die Holzfäller auf, auch während eines Unwetters zu arbeiten. Durch den starken Regen löst sich bei einem der Lastwagen die Ladung. Die Stämme rollen den Hang hinab, mit dem Einsatz einer Planierraupe kann Kelly Jessie und Sharon retten. Das Lager ist jedoch zerstört und der Holzfäller Mac ist verletzt. Auf der Ranch bittet Kelly die Arbeiter um Verzeihung, die sich dennoch weiterhin über ihn beschweren. Jessie und Sharon nehmen ihn in Schutz, indem sie darlegen, dass ohne Kellys Hilfe die Ranch schon lange pleite wäre. Beim Abendessen gesteht Sharon ihre Zuneigung zu Kelly, der am nächsten Tag, wie jede Woche, nach Auburn fährt. Neugierig folgt ihm Sharon, die zu ihrer Enttäuschung sieht, dass er sich mit einer attraktiven Frau trifft. 
Die Holzfäller schaffen das benötigte Kontingent und freuen sich auf eine Tanzveranstaltung am Samstagabend. Syd ist überrascht, dass Kelly die Männer mit den Lastwagen fahren lässt. Kelly verabredet sich mit Sharon zum Tanz, wenn er aus Auburn zurückkehrt. Die eifersüchtige Sharon steigt zu Joe in den Lastwagen. In Auburn sucht Kelly einen Anwalt auf, um Geld, das Joe unterschlagen hat, zurückzuzahlen. Mit der attraktiven Frau fährt er zurück zur Tanzveranstaltung. Dort stellt er Sharon die Frau als Grace Hanson vor, Joes Frau, die sich mit ihm zerstritten hat. Während Grace sich um den betrunkenen Joe kümmert, küssen sich Kelly und Sharon. Grace erkennt, dass sich Joe nicht ändern will und fährt traurig nach Auburn zurück, während die Arbeiter auf die Ranch zurückkehren. Kelly erfährt, dass Joe betrunken gefahren ist und einen der Lastwagen zu Schrott gefahren hat, woraufhin Kelly ihn feuert.
Am nächsten Morgen verlässt Joe heimlich die Ranch, nachdem er erfahren hat, dass der Sheriff ihn wegen einer weiteren Unterschlagung verhaften will. Syd ist mit einem überladenen Lastwagen unterwegs und nimmt Joe mit. Mit hoher Geschwindigkeit fährt er den Lastwagen bergab, woraufhin die Bremsen versagen. Der Lastwagen kracht in den Wald, auslaufendes Benzin entzündet sich und verursacht einen Waldbrand. Die Besatzung einer Rangerstation bemerkt den Brand, ebenso Kelly, der anbietet, zum Schutz ein Gegenfeuer anzulegen. Während Kelly und die Arbeiter das Gegenfeuer legen, werden Syd und Joe, die sich zu einem Fluss geflüchtet haben, von einem Hubschrauberpiloten gesichtet. Der Pilot leitet Kelly, der mit einem Jeep losfährt. Für Joe kommt jede Hilfe zu spät, er erstickt an dem Rauch. Der Pilot fliegt Syd aus, während Kelly Joes Leiche zur Ranch fährt. Nachdem der Brand gelöscht ist, zieht Syd einen Heiratsantrag an Jessie in Erwägung. Kelly und Sharon freuen sich auf eine gemeinsame Zukunft.

## Hintergrund
Gedreht wurde der Film von Ende Juli bis Ende August 1951 in Truckee und am Feather River.

## Synchronisation
Die deutsche Synchronfassung entstand 1955 im Auftrag der Berliner Synchron GmbH Wenzel Lüdecke unter der Dialogregie von Albert Baumeister.
| Rolle        | Schauspieler  | Deutscher Synchronsprecher |
| ------------ | ------------- | -------------------------- |
| Kelly Hansen | John Payne    | Horst Niendorf             |
| Joe Morgan   | Richard Arlen | Wolf Martini               |

## Veröffentlichung
Die Premiere des Films fand im Dezember 1952 statt. In Österreich kam er 1954 in die Kinos, in der Bundesrepublik Deutschland am 9. Dezember 1955.

## Kritiken
Das Lexikon des internationalen Films schrieb: „Höhepunkt der sonst mäßig spannenden Handlung: ein spektakulärer Waldbrand.“
Der Kritiker des TV Guide sah einen Film mit großen Bäumen, rauen Männern und den üblichen Brandstiftern.